# だから私はメイクする
『だから私はメイクする』（だからわたしはメイクする、英語: DAKARA WATASHI WA MAKE SURU）は、シバタヒカリによる日本の漫画作品。劇団雌猫によるエッセイ集『だから私はメイクする 悪友たちの美意識調査』（柏書房）を原案とし、『FEEL YOUNG』（祥伝社）2019年8月号より2021年4月号まで連載された。メイクを通して浮き彫りになる女性たちの悲喜こもごもを描くオムニバス作品。
2020年10月にテレビ東京系「ドラマパラビ」でテレビドラマ化された。

## 書誌情報
- シバタヒカリ『だから私はメイクする』、祥伝社〈FEEL COMICS〉、全2巻
  1. 2020年03月06日発売、ISBN 978-4-3967-6784-6[2]
  2. 2021年04月08日発売、ISBN 978-4-3967-6822-5[3]

## テレビドラマ
2020年10月8日（7日深夜）から 11月12日（11日深夜）まで（テレビ東京系「ドラマパラビ」で木曜0時58分から1時28分（水曜深夜）に放送された。主演は神崎恵。本作品は神崎自身にとって24年ぶりのテレビドラマ出演である。
舞台となる化粧品売り場は西武池袋本店で撮影された。

### キャスト
- 熊谷すみれ - 神崎恵
- 近藤芽生 - 志田彩良[4]
- 山本織香 - 吉田朱里（NMB48）[4]

### ゲスト
第1話
- 錦織笑子 - 島崎遥香[7]（最終話）
- 清水公平 - 川郷司駿平
- 新井晴美 - 小槙まこ
- 大竹久恵 - きなり
- 二木高志 - 大川航

第2話
- 川松泰子 - 阿部純子[7]（最終話）
- 本田剛文 - 本田剛文（BOYS AND MEN、本人役）
- 竹山慶子 - 鈴木アメリ
- 中村新一 - 山口大地

第3話
- 北郷兎咲 - 太田莉菜[7]（最終話）
- 岡田典子 - 奥村佳代
- 増本巧 - 染谷俊之
- 沢木 - ヒデ（ペナルティ）

第4話
- 亀山玲央菜 - 片山友希[7]（最終話）
- 吉成蒼 - 井上祐貴（最終話）

第5話
- 月野輪子 - 石川恋[7]（最終話）
- アイシャ - サヘル・ローズ
- 華 - 横田美紀
- エンジェル - 豊原江理佳

最終話
- 猫田ひかる - 藤原紀香[8]
- 大学生時代の熊谷すみれ - 川添野愛

### スタッフ
- 原作 - シバタヒカリ
- 原案 - 劇団雌猫『だから私はメイクする 悪友たちの美意識調査』（柏書房）
- 脚本 - 坪田文
- 主題歌 - lol-エルオーエル-「restart」
- 音楽 - 池永正二
- BA監修 - 髙橋美和
- 監督 - ふくだももこ、山中瑶子、岸本鮎佳、松嵜由衣
- チーフプロデューサー - 山鹿達也（テレビ東京）
- プロデューサー - 祖父江里奈（テレビ東京）、本郷達也（MMJ）、神通勉（MMJ）
- 協力プロデューサー - 山本喜彦（MMJ）
- 制作 - テレビ東京、MMJ
- 製作著作 - 「だから私はメイクする」製作委員会

### 放送日程
| 各話   | 放送日   | サブタイトル                                 | ラテ欄               | 監督         |
| ------ | -------- | -------------------------------------------- | -------------------- | ------------ |
| 第1話  | 10月08日 | マリー・アントワネットになりたい女           | 厚化粧好きな女       | ふくだももこ |
| 第2話  | 10月15日 | 推しのアイドルをネイルに感じていたい女       | ネイルに推しを描く女 | 山中瑶子     |
| 第3話  | 10月22日 | 独自のビューティメソッドで完璧な仕事をする女 | ネイルに推しを描く女 | 岸本鮎佳     |
| 第4話  | 10月29日 | 会社では擬態する女                           | "メイク男子"の秘密   | 山中瑤子     |
| 第5話  | 11月05日 | 自虐することをやめた女                       | 自虐する女と赤リップ | 松嵜由衣     |
| 最終話 | 11月12日 | 今、この時代にメイクする理由                 | 神崎恵の魂の言葉     | ふくだももこ |

### 放送局
| 放送期間                 | 放送日時                     | 放送局         | 対象地域   | 備考                               |
| ------------------------ | ---------------------------- | -------------- | ---------- | ---------------------------------- |
| 2020年10月8日 - 11月12日 | 木曜 0:58 - 1:28（水曜深夜） | テレビ東京     | 関東広域圏 | 製作局                             |
| 2020年10月8日 - 11月12日 | 木曜 0:58 - 1:28（水曜深夜） | テレビ大阪     | 大阪府     |                                    |
| 2020年10月8日 - 11月12日 | 木曜 2:05 - 2:35（水曜深夜） | テレビ愛知     | 愛知県     |                                    |
| 2021年2月19日 - 3月26日  | 金曜 0:00 - 0:30（木曜深夜） | BSテレ東（2K） | 全国       |                                    |
| 2021年2月19日 - 3月26日  | 金曜 0:00 - 0:30（木曜深夜） | BSテレ東4K     | 全国       | 一部の回は4Kアップコンバートで放送 |

### ネット配信
- Paraviでは10月2日21時より毎話先行配信。また、オリジナル映像「おさらいメイク講座」も配信され、本編各話で扱われたメイクのおさらいを、誠子（尼神インター）、隅田美保（アジアン）、横澤夏子、主題歌を歌うlol-エルオーエル-のメンバーをゲストに呼んで体験してもらう[8]。
- ネットもテレ東（TVer、GYAO!）では地上波での放送後から最新話限定で無料配信された。

| テレビ東京系 ドラマパラビ                  | テレビ東京系 ドラマパラビ                         | テレビ東京系 ドラマパラビ                                                               |
| 前番組                                     | 番組名                                            | 次番組                                                                                  |
| ------------------------------------------ | ------------------------------------------------- | --------------------------------------------------------------------------------------- |
| 働かざる者たち （2020年8月27日 - 10月1日） | だから私はメイクする （2020年10月8日 - 11月12日） | 38歳バツイチ独身女が マッチングアプリをやってみた結果日記 （2020年11月19日 - 12月24日） |